# Ngai thần

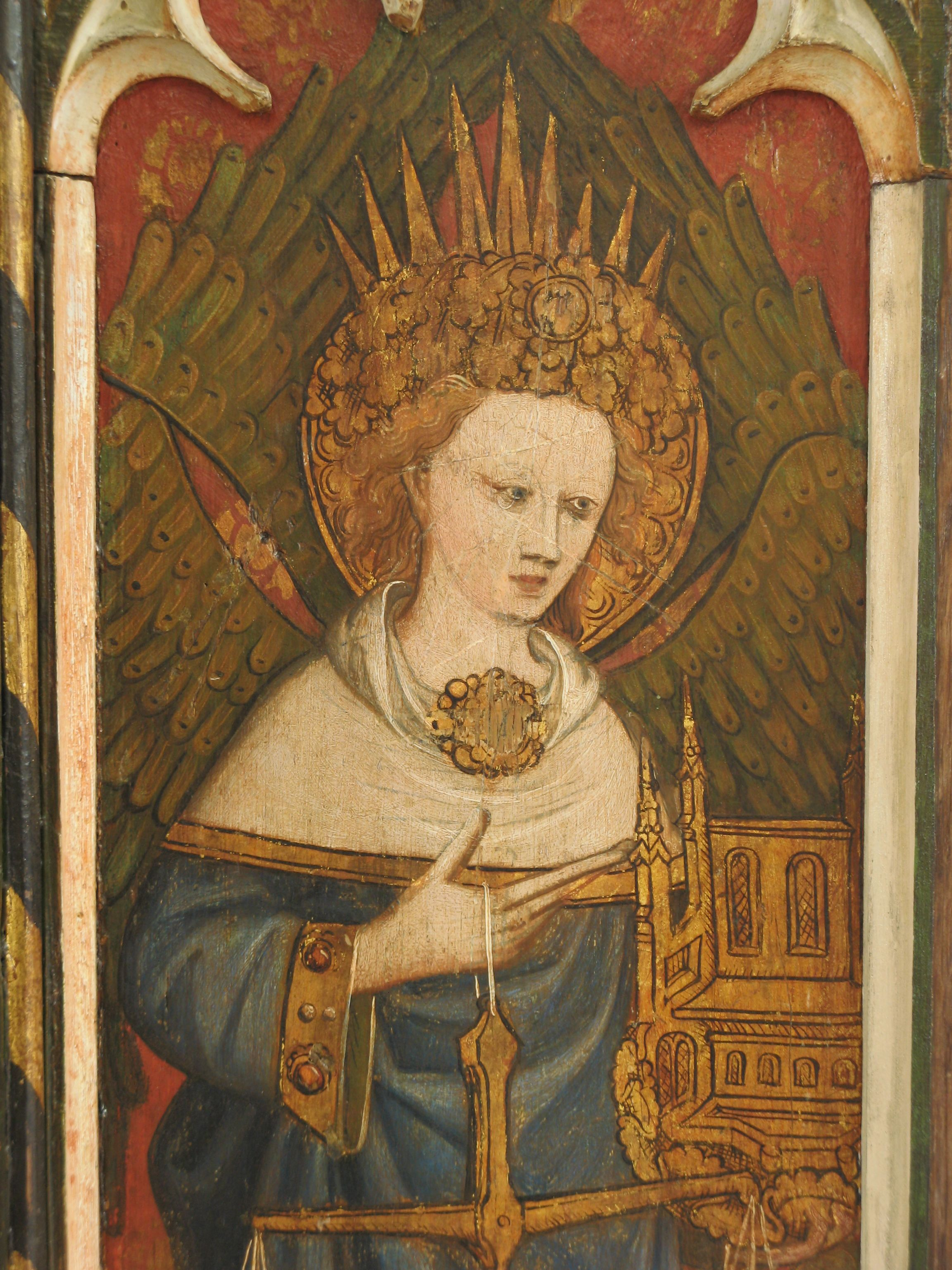
Ngai thần từ Barton Turf Rood Screen, Norfolk, Anh

Trong phẩm trật Thiên thần, ngai thần (tiếng Hy Lạp cổ: θρόνος, "ngai vàng") là một cấp thiên thần. Điều này dựa trên sự diễn giải của Thư gửi tín hữu Côlôxê 1:16. Cũng theo thư 1 của Thánh Phê-rô 3:21-22, "Đấng đang ngự bên hữu Thiên Chúa sau khi đã lên trời, đã bắt các thiên sứ và toàn thể thần minh phải phục quyền".

## Thiên sứ học Kitô giáo
Theo Matthew Bunson, thứ tự tương ứng của các thiên thần trong Do Thái giáo được gọi là abalim hoặc arelim/erelim, nhưng không điều gì có thể so sánh. Từ erelim trong Hebrew thường không được dịch là "bánh xe", mà là "người hùng" hoặc "chiến binh". Chức năng của erelim trong Isaiah 33:7 và trong dân gian Do Thái không phù hợp với truyền thuyết xung quanh ngai vàng.
Ngai thần đôi khi được xem là ngang bằng với Bệ thần do ngai vàng của Chúa thường được mô tả di chuyển bằng các bánh xe, như trong Daniel 7:9 (Cựu Ước). Rosemary Ellen Guiley (1996: p. 37).
